# Brinker Hafen
Der Brinker Hafen ist ein Binnenhafen am Mittellandkanal in Hannover, Niedersachsen. Er liegt bei Kanal-Kilometer 161,1 Nord in den Stadtteilen Brink-Hafen und Vinnhorst auf einer Höhe von 50,3 m ü. NN.

## Geschichte
Der Hafen wurde ab 1912 im Zuge des Baus des Mittellandkanals angelegt und 1916 in Betrieb genommen. Die Hafenanlage gehörte zu der damals noch selbständigen Gemeinde Brink, die im Jahre 1938 zusammen mit den Gemeinden Langenforth und Langenhagen die Gemeinde Langenhagen bildete. Der Hafen wurde von einer privaten Gesellschaft betrieben. Bis zu der Eingemeindung des Hafengebietes 1974 in die Stadt Hannover befanden sich der Brinker Hafen und der Mittellandkanal über eine Strecke von 700 m auf dem Gebiet der Stadt Langenhagen.

## Infrastruktur
Die Brinker Hafengesellschaft mbH ist heute (2019) eine Tochter der Hafen Hannover GmbH und erbringt Dienstleistungen für die Betriebe rund um den Hafen aus den Bereichen Recycling, Aluminiumschmelze und Stahlhandel.
Im Hafenbereich sind 30 Betriebe angesiedelt. Die Umschlaggüter sind hauptsächlich Stahl, Wertstoffe für die Aluminiumindustrie und Schrott. Das Hafenareal umfasst 19 ha, zwei Mobilbagger stehen an 350 m langen Kaianlagen zur Verfügung. Im Jahr 2013 wurden 73.794 t Güter auf 139 Schiffen umgeschlagen (2008: 72.987 t auf 181 Schiffen).
Im Bahnverkehr wurden dort 2013 205.473 t Güter auf 3.234 Waggons umgeschlagen (2008: 242.903 t auf 3.946 Waggons).
Die Hafenbahn ist über ein Ausziehgleis am Bahnhof Vinnhorst an das Gleisnetz der Deutschen Bundesbahn angeschlossen. Die Gleise der Hafenbahn sind über 17 km lang und führen zweizügig bis direkt auf das nördliche Pier sowie eingleisig auf das Südpier des Hafens. Aus dem Zweiten Weltkrieg ist dort eine Lokomotive als öffentlich zugängliches Ausstellungsstück erhalten. Diese stand bis ca. Ende 2017 am Beginn der Straße Am Brinker Hafen und war die 1942 von der Ruhrthaler Maschinen-Fabrik Schwarz & Dykerhoff K. G. hergestellte Lokomotive Nummer „2371“.

## Siehe auch

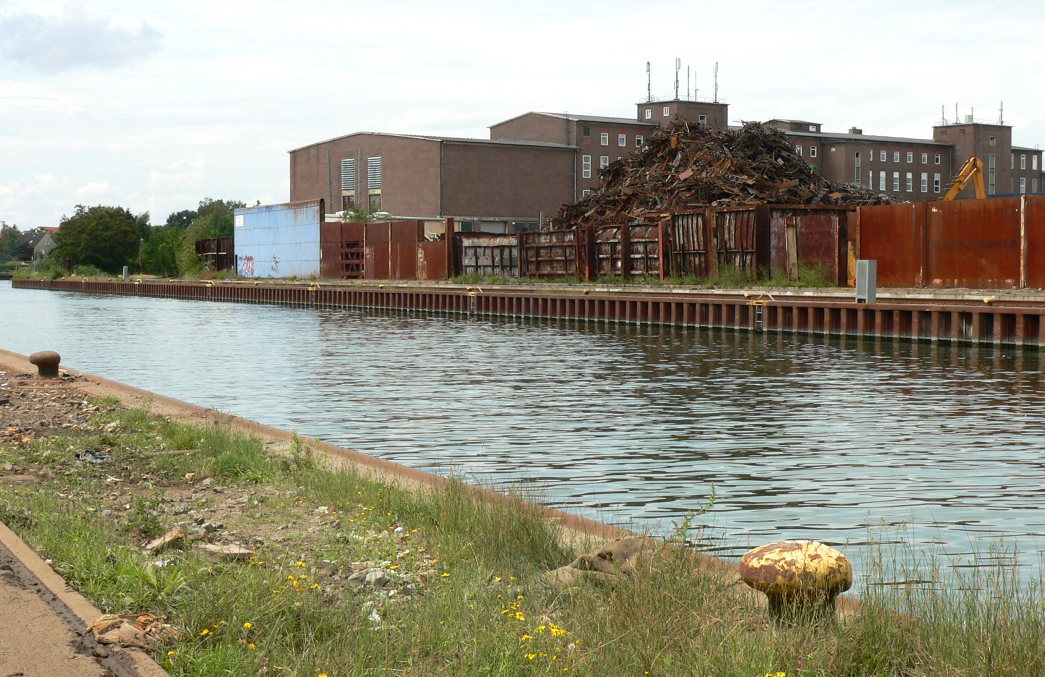
Brinker Hafen
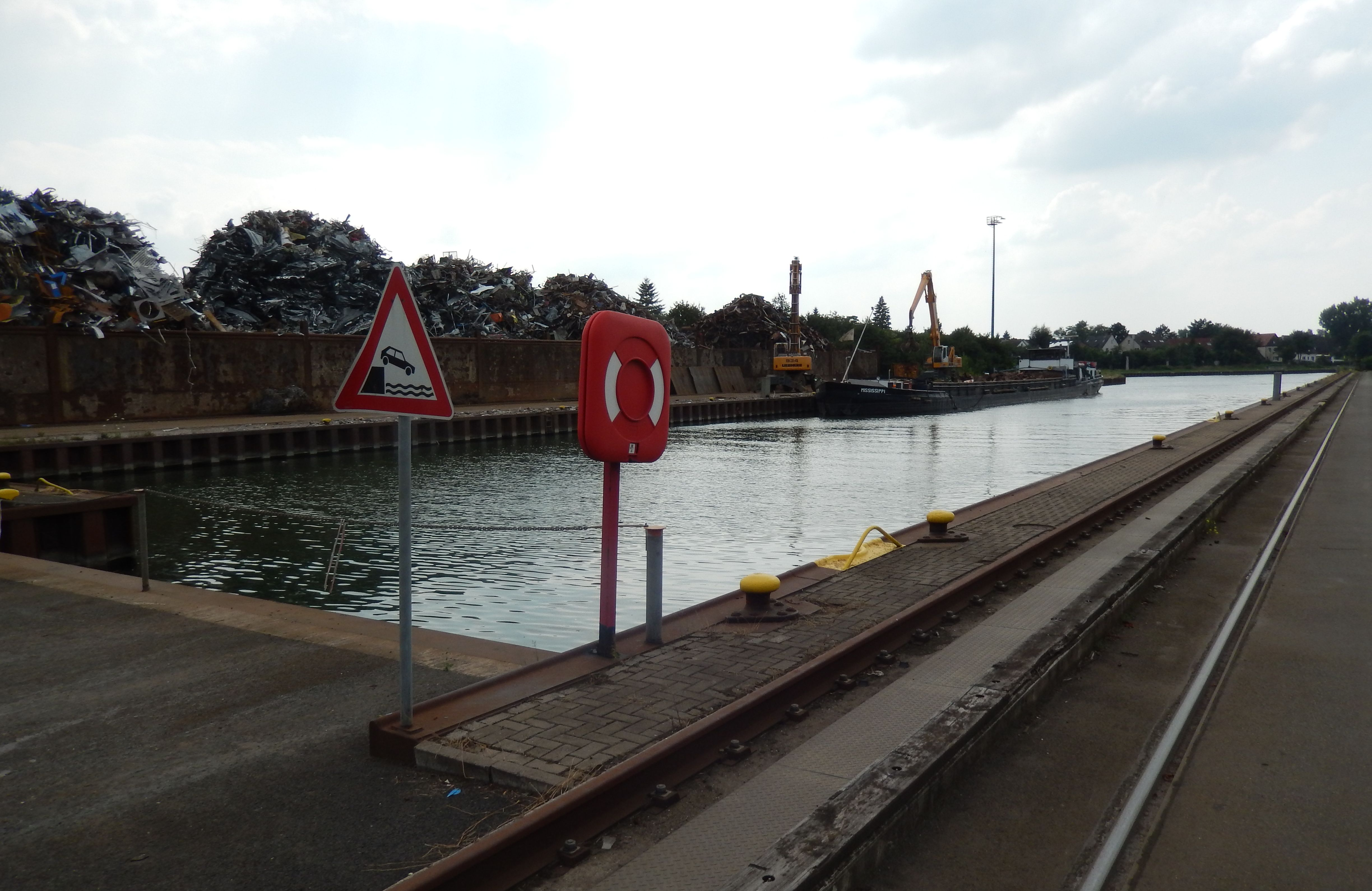
Hafenbecken, Schrottberge
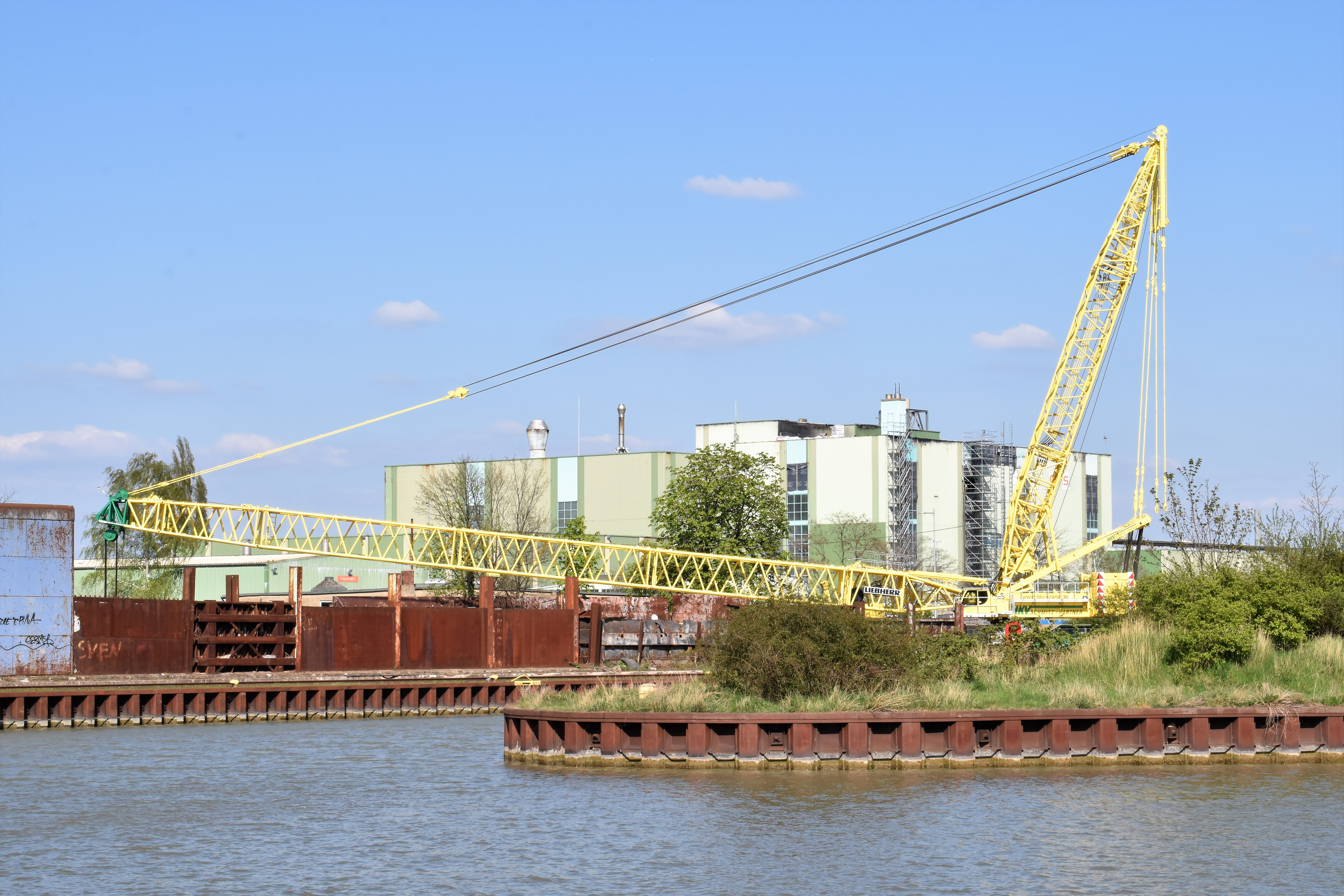
Ansicht von Süden